# Uroptychus brevisquamatus
Uroptychus brevisquamatus is een tienpotigensoort uit de familie van de Chirostylidae. De wetenschappelijke naam van de soort is voor het eerst geldig gepubliceerd in 1988 door Baba.